# Shaquille Coronado
Shaquille O'Neil Coronado Worrel (Colón, Panamá, 20 de enero de 1995) es un futbolista panameño que juega de defensa en el Árabe Unido de la Liga Panameña de Fútbol. 
Además ha representado a Panamá en categorías menores. 

## Estadísticas
Actualizado al último partido disputado el 23 de marzo de 2024.
| Árabe Unido · Panamá                                                      | 1.ª           | 2013-14       | 5   | 0 | — | — | — | — | 5   | 0 |
| Árabe Unido · Panamá                                                      | 1.ª           | 2014-15       | 18  | 0 | — | — | 2 | 0 | 20  | 0 |
| Árabe Unido · Panamá                                                      | 1.ª           | 2015-16       | 2   | 0 | — | — | 0 | 0 | 2   | 0 |
| Sporting San Miguelito · Panamá                                           | 1.ª           | 2016-17       | 16  | 0 | — | — | — | — | 16  | 0 |
| Sporting San Miguelito · Panamá                                           | 1.ª           | 2017-18       | 5   | 0 | — | — | — | — | 5   | 0 |
| Sporting San Miguelito · Panamá                                           | Total club    | Total club    | 21  | 0 | 0 | 0 | — | — | 21  | 0 |
| Chorrillo F. C. · Panamá                                                  | 1.ª           | 2018-19       | 9   | 0 | — | — | 1 | 0 | 10  | 0 |
| Chorrillo F. C. · Panamá                                                  | Total club    | Total club    | 9   | 0 | 0 | 0 | 1 | 0 | 10  | 0 |
| Santos de Guápiles · Costa Rica                                           | 1.ª           | 2019-20       | 7   | 0 | — | — | — | — | 7   | 0 |
| Santos de Guápiles · Costa Rica                                           | Total club    | Total club    | 7   | 0 | 0 | 0 | — | — | 7   | 0 |
| Veraguas United F. C. · Panamá                                            | 1.ª           | 2021          | 33  | 0 | — | — | — | — | 33  | 0 |
| Veraguas United F. C. · Panamá                                            | Total club    | Total club    | 33  | 0 | 0 | 0 | 0 | 0 | 33  | 0 |
| Potros del Este · Panamá                                                  | 1.ª           | 2022          | 8   | 0 | — | — | — | — | 8   | 0 |
| Potros del Este · Panamá                                                  | Total club    | Total club    | 8   | 0 | 0 | 0 | 0 | 0 | 8   | 0 |
| Árabe Unido · Panamá                                                      | 1.ª           | 2022          | 17  | 1 | — | — | 0 | 0 | 17  | 1 |
| Alfonso Ugarte · Perú                                                     | 2.ª           | 2023          | 8   | 0 | — | — | — | — | 8   | 0 |
| Alfonso Ugarte · Perú                                                     | Total club    | Total club    | 8   | 0 | 0 | 0 | 0 | 0 | 8   | 0 |
| Árabe Unido · Panamá                                                      | 1.ª           | 2023          | 11  | 0 | 1 | 0 | — | — | 12  | 0 |
| Árabe Unido · Panamá                                                      | 1.ª           | 2024          | 7   | 0 | — | — | 0 | 0 | 7   | 0 |
| Árabe Unido · Panamá                                                      | Total club    | Total club    | 60  | 1 | 1 | 0 | 2 | 0 | 63  | 1 |
| Total carrera                                                             | Total carrera | Total carrera | 146 | 1 | 1 | 0 | 3 | 0 | 150 | 1 |
| (1) Incluye datos de la Copa de Campeones de la Concacaf y Liga Concacaf. |               |               |     |   |   |   |   |   |     |   |